# Dolichopeza (Mitopeza) corinna
Dolichopeza (Mitopeza) corinna is een tweevleugelige uit de familie langpootmuggen (Tipulidae). De soort komt voor in het Oriëntaals gebied.